# Torpedónaszád
A torpedónaszád egy viszonylag kicsi és gyors hadihajó, melyet arra terveztek, hogy torpedókkal támadjon célpontjaira. A korai modellek egyszerűen az ellenséges hajóknak nyomták állótorpedóikat, de később megjelentek az önműködő, Whitehead-féle torpedókat kilövő változatok is. A torpedónaszádokat főként csatahajók vagy más, nagy, és komolyabb páncélzattal rendelkező hajók ellen fejlesztették ki, így azoknak gyorsnak és mozgékonynak kell lenniük.
A manapság torpedóként ismert eszközt 1860-ban találta fel Giovanni Luppis (más néven Ivan Blaz Lupis) kapitány az Osztrák–Magyar Monarchiabeli Fiumében (ma Rijeka). A torpedót először 1860-ban mutatták meg a nagyközönségnek. 1866-ban Luppis kapitány és fejlesztőtársa, Robert Whitehead közösen, működés közben mutatták be a torpedót. Az első torpedógyár Fiumében épült.

## Amerikai polgárháború (1861-1865)

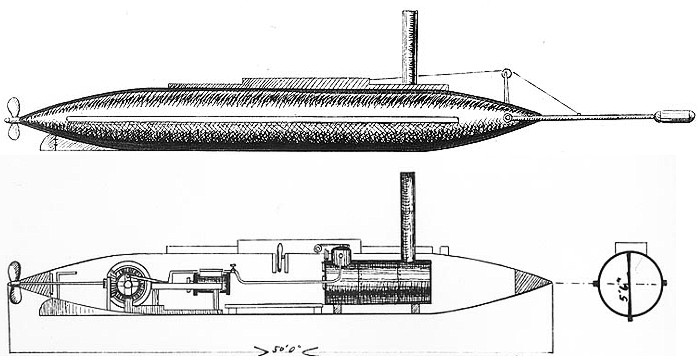
Rajz a CSS Davidről.

Az amerikai polgárháborúban a tengeri hadviselés számos ponton megújult, többek közt itt jelentek meg az első torpedónaszádok, melyek még állótorpedókkal voltak felszerelve. 1861-ben Lincoln elnök elrendelte a Déliek kikötőinek blokádját, ami által a Déliek törekvése, miszerint külföldről szereznek be hadianyagot, csődöt mondott. A Délieknek nem volt elég erőforrásuk, hogy olyan flottát építsenek ki, mely felveszi a versenyt az Északiak haditengerészetével. Az egyedüli megoldásnak az látszott, hogy torpedónaszádokat, azaz kicsi és gyors hajókat építenek, melyekkel meg tudják támadni a blokádban részt vevő nagyobb hadihajókat.
A Déliek David-osztályú torpedónaszádjai gőzüzemű, részlegesen zárt hajótesttel rendelkező hajók voltak. Ezek nem voltak igazi tengeralattjárók, de képesek voltak részlegesen lemerülni. Mikor a ballasztokat elárasztották, mindössze a kémény és a hajótest néhány centinyi felső része volt a vízszint felett. Ha sötét volt az éjszaka, és füstmentes antracittal tüzeltek a kazánban, akkor a hajó szinte láthatatlan volt. A David-osztály a bibliai Dávid és Góliát történet Dávidjáról kapta nevét. A David-osztályba még a Midge és a St. Patrick torpedónaszádok tartoztak.
A CSS Squib és a CSS Scorpion másik torpedónaszád-osztályokat képviseltek, melyek szintén alacsony építésűek voltak, de fedélzetük nyitott volt, és a David-osztály hajóival ellentétben nem rendelkeztek ballaszttartályokkal.

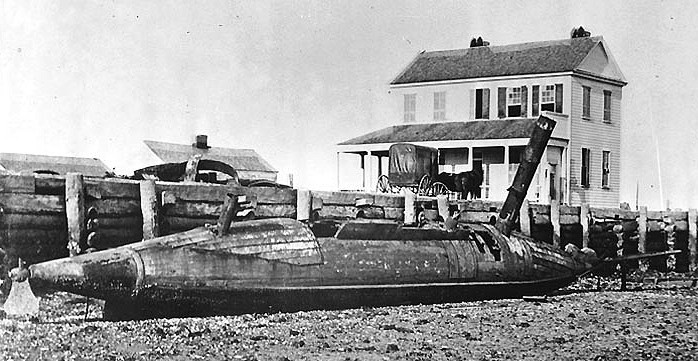
Egy partravetett David-osztályú torpedónaszád a háború után.

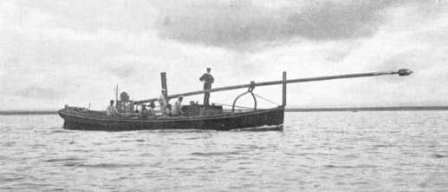
XIX. századi torpedónaszád.

A Déliek torpedónaszádjai úgynevezett állótorpedókkal voltak felszerelve. Ezek puskaporral töltött vízálló palackok voltak, melyeket egy, a hajó elején lévő, víz alatt lévő rúd végére erősítettek. A torpedónaszád nekiment a kiválasztott célpontjának, így a robbanótöltet, a végén lévő kampó segítségével, az ellenséges hajóra akadt. A torpedónaszád ezt követően hátramenetbe kapcsolt, és eltávolodott az ellenséges hajótól, majd felrobbantotta a robbanótöltetet. Ez általában egy, a töltethez kapcsolt hosszú kábellel, és a hozzákötött detonátorral történt.
A déli torpedónaszádok mindent összevetve nem voltak túl hatékonyak. Alacsony oldalaik miatt, a hajók fedélzetét a nyílt tengeren könnyen elöntötte a víz, valamint néha a robbanásokkor kicsapódó víz eloltotta a kazánok tüzét. Ezen kívül gyakran előfordult, hogy a töltetek nem, vagy nem jókor robbantak be. 

## Századforduló (1890-1914)
1860-ban Giovanni Luppis kapitány és fejlesztőtársa, Robert Whitehead  az Osztrák–Magyar Monarchiabeli Fiumében (ma Rijeka) találta fel a torpedót, ami forradalmasította a tengeri hadviselést. A nagyhatalmak haditengerészetei rögtön a feltalálásuk után kis naszádokon kezdték alkalmazni, feltalálva a modern torpedónaszádot.
1877. január 16-án az orosz-török háborúban a török Intibah gőzhajó lett az első hajó, melyet saját hajtású torpedóval süllyesztettek el. A torpedót egy Sztyepan Oszipovics Makarov parancsnoksága alatt álló Velikij Knyaz Konsztantyin torpedó anyahajóról irányított torpedónaszádról indították. 1891. április 23-án a chilei polgárháború alatt a Blanco Encalada hajót süllyesztette el az Almirante Lynch torpedóval.